# スプリウス・フリウス・メドゥッリヌス・フスス (紀元前464年の執政官)
スプリウス・フリウス・メドゥッリヌス・フスス（ラテン語: Spurius Furius Medullinus Fusus、生年不詳 - 紀元前453年）は共和政ローマ初期の政治家・軍人。紀元前464年に執政官（コンスル）を務めた。

## 一族
フススはパトリキであるフリウス氏族のフリウス・フスス家の出身。リウィウスによるとフリウスでなくフシウスとする記録もあるという。紀元前472年の執政官プブリウス・フリウス・メドゥッリヌス・フススは兄弟である。
紀元前432年から幾度か執政武官を務めるルキウスは父がスプリウスであるため、本項スプリウスの子である可能性がある。

## 経歴

### コンスルシップ
紀元前464年、執政官に選出された。その頃のローマはアエクイ族との戦いが続いており、アエクイはローマに対抗するためウォルスキ族に支援を要請した。この事はローマに友好的なヘルニキ族から伝えられ、更に先年ウォルスキから奪ったアンティウムに不穏な動きがあり、戦争となる事が予想された。
フススは (恐らくくじ引きで)アエクイ担当となり、ヘルニキ領内を荒らしていたアエクイ軍を見つけると敵の陣容を確認もせずに戦端を開き、敵より少数であったため敗北して陣地で包囲される形となった。この事がヘルニキからローマに伝えられると、事態を重く見た元老院はもう一人の執政官ポストゥミウス・レギッレンシスに対して、国家の損害を回避するようセナトゥス・コンスルトゥム・ウルティムム (元老院最終勧告)が発せられた。ポストゥミウスはラティウム同盟やヘルニキに緊急援軍を要請し、前年の執政官クィンクティウス・バルバトゥスをプロコンスルとしてその軍を預け、フススの救援に向かわせた。
フススは敵の隙を突いて突破を図り一時成功したが、本陣を落とされることを警戒して追撃は控えた。しかし兄弟でレガトゥスを務めていたプブリウスは追撃にはやるあまり敵中に孤立して戦死し、それに気付いたフススは救援を試みたものの自身も負傷して再度包囲される事となった。そこへバルバトゥスが到着してアエクイを後方から急襲したため、フススもこれに呼応し挟撃して勝利した。アエクイ兵は多くが逃げ出しローマ領内を荒らそうとしたが、ポストゥミウスの守備隊によって追い返され、バルバトゥスの軍と遭遇して多くが討ち取られた。リウィウスはこの時の死傷者を、その正確性には疑問を呈してはいるが、ウァレリウス・アンティアスの記録から紹介している。それによると、ローマ側の死者5800人、ポストゥミウスの戦果が2400人、バルバトゥスのそれは4230人であるという。
軍が帰還すると空一面が炎に包まれるという予兆が見られたため、厄払いのため三日間の祭礼が行われ、次の年の執政官選挙が行われた。

### その後
紀元前453年の疫病で多くの政務官が死亡したが、その年の執政官セクストゥス・クィンクティリウスも死去した。ディオニュシオスによると、フススが補充執政官に選出されたものの、彼もまた病死したとしている。しかしながら、カピトリヌスのファスティに彼の名は見当たらない。